# Louis de Bourbon, duc de Bourgogne

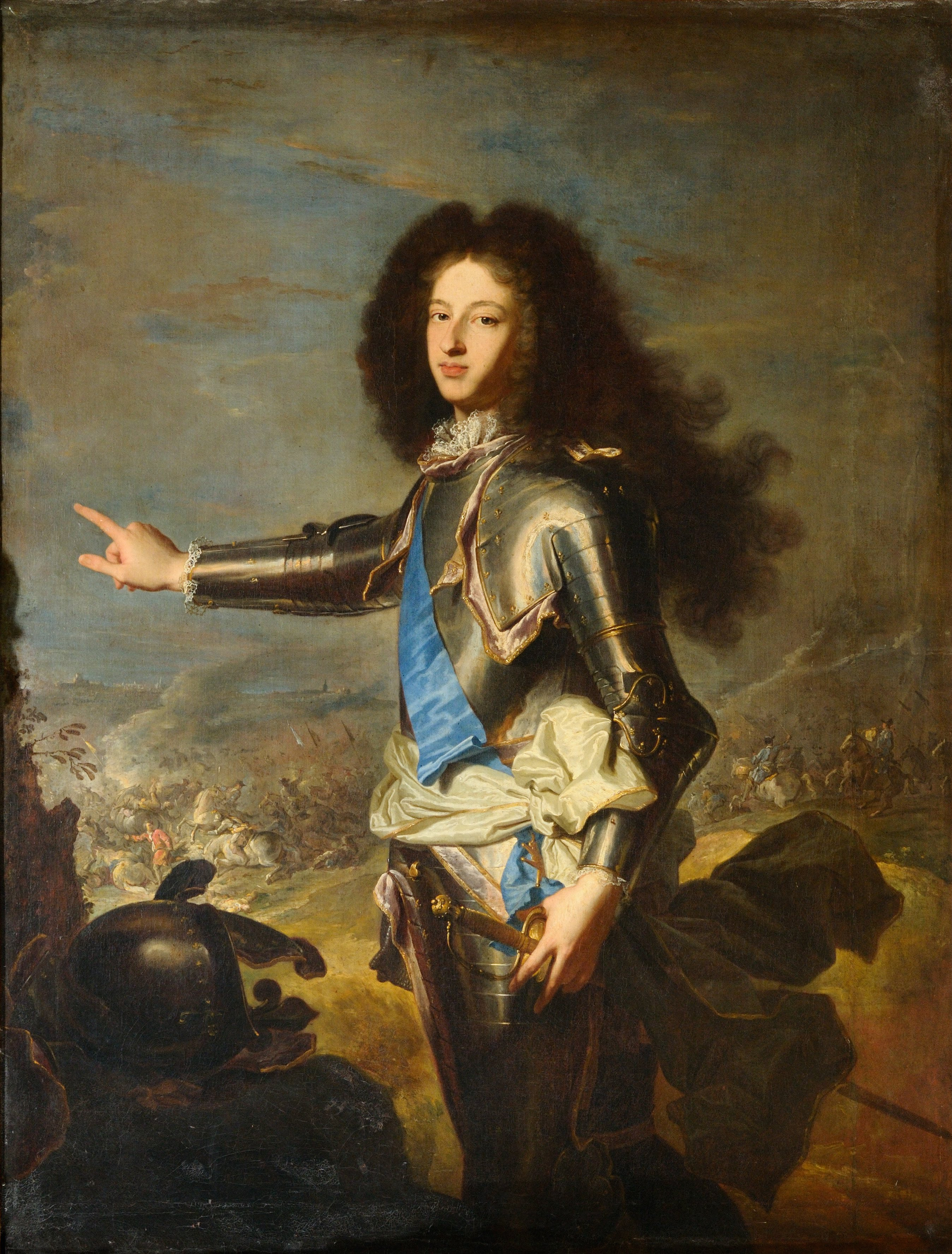
Louis, Herzog von Burgund

Louis, Dauphin von Frankreich, Herzog von Burgund (* 6. August 1682 in Versailles; † 18. Februar 1712 in Marly-le-Roi), war der älteste Sohn des französischen Thronfolgers Louis de Bourbon und dessen Gattin Maria Anna Victoria von Bayern. Er war als Kommandeur verantwortlich für die Niederlage der französischen Truppen in der Schlacht bei Oudenaarde im Spanischen Erbfolgekrieg. 

## Leben
Der Herzog von Burgund war der älteste Enkel Ludwigs XIV. und Bruder Philipps V. von Spanien. Ein weiterer Bruder war Charles de Bourbon, Herzog von Berry. Als Kind halsstarrig und jähzornig, wandelte ihn die Erziehung durch François Fénelon von Grund auf und machte ihn zum Hoffnungsträger der französischen Monarchie. Für ihn schrieb Fénelon seinen berühmten Erziehungsroman Les aventures de Télémaque.

### Hochzeit

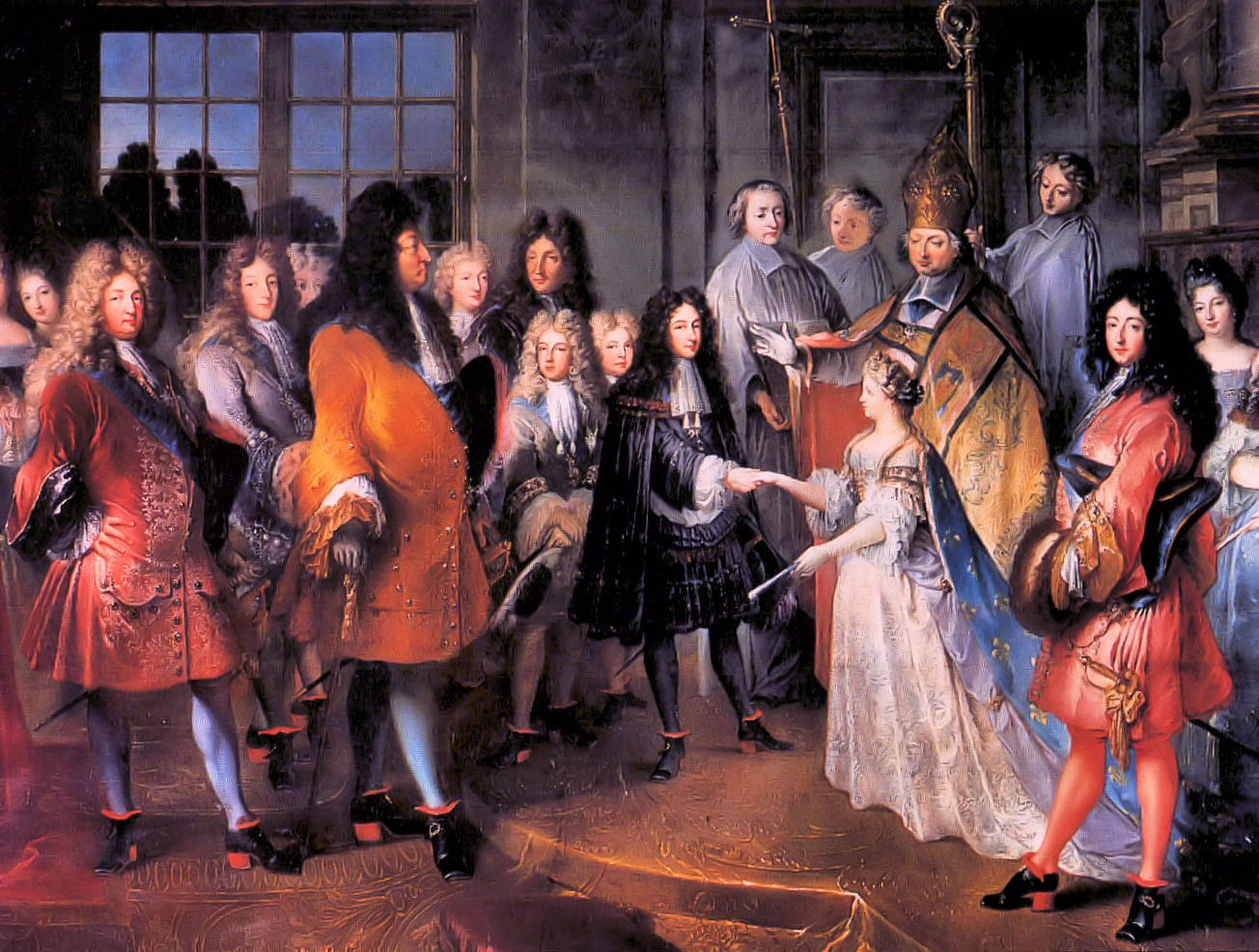
Die Hochzeit von 1697

1696 suchte Ludwig XIV. den Pfälzischen Erbfolgekrieg zu Ende zu bringen und zu diesem Zweck mittels Friedensgesprächen Viktor Amadeus II. von Savoyen als ersten Gegner aus der feindlichen Koalition herauszulösen. Nach harten Verhandlungen kam im zunächst geheim gehaltenen Vertrag von Turin, der am 29. Juni 1696 unterzeichnet wurde, ein Separatfrieden zwischen dem französischen König und dem Herzog von Savoyen zustande, der unter anderem die Vermählung von dessen Tochter Maria Adelaide mit dem Dauphin de Viennois vorsah. Maria Adelaide war eine Enkelin von Philippe d’Orléans, dem Bruder Ludwigs XIV.
Am 15. Oktober 1696 überschritt die erst elfjährige Maria Adelaide bei Le Pont-de-Beauvoisin den Grenzfluss Guiers, ohne ein Gefolge mitzunehmen. Der Herzog de Brionne holte sie mit einer Kutsche ab und reiste mit ihr ins Landesinnere. Am 4. November 1696 wurde sie von König Ludwig XIV. persönlich in Montargis südlich von Paris erwartet. Da Maria Adelaide noch zu jung war, wurde sie zunächst nicht verheiratet und von ihrem künftigen Gemahl ferngehalten. Erst am 7. Dezember 1697 fand die Hochzeit mit dem Herzog von Burgund in Versailles statt. 
An geistigen Fähigkeiten und Arbeitswillen überragte er seinen Vater, den Grand-Dauphin, bei weitem. Dank seiner intellektuell und emotional vorzüglichen Unterrichtung galt der junge Herzog von Burgund bald als äußerst intelligent und politisch begabt. Bereits im Alter von zwanzig Jahren wurde er vom König 1702 zum Conseil d'en haut (Hoher Rat) zugelassen, ein Vorzug der seinem Vater erst mit 30 Jahren erlaubt wurde.

### Militärisches Kommando

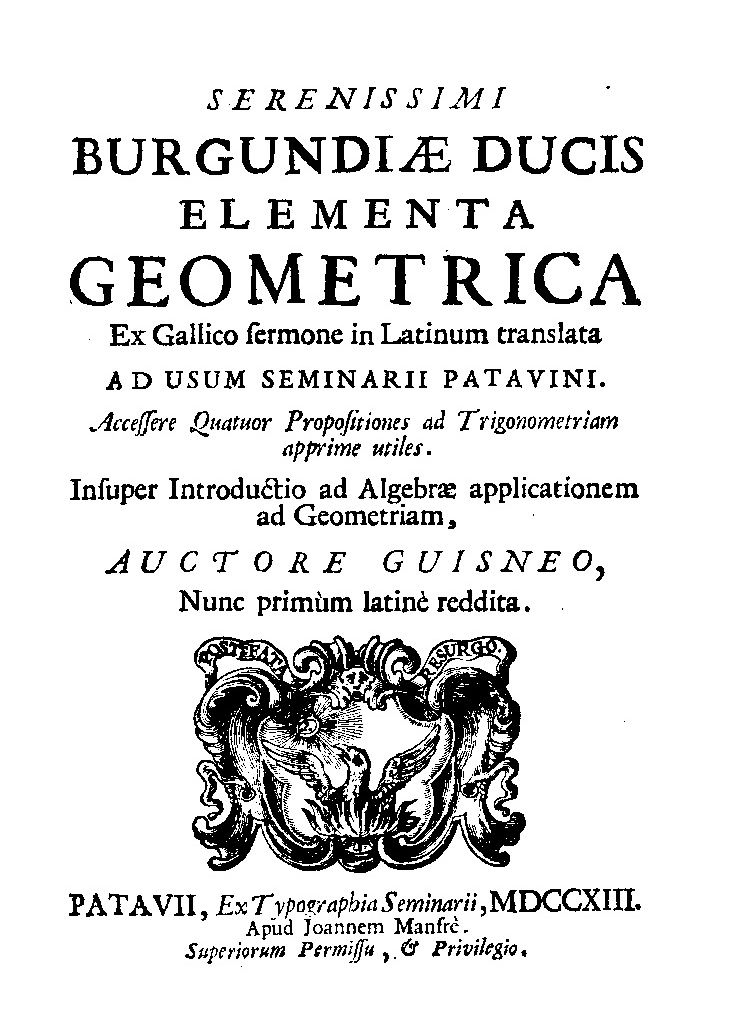
Die dem verstorbenen Dauphin gewidmete Abhandlung Éléments de géométrie, 1713

Mitten im Spanischen Erbfolgekrieg, im Feldzug des Jahres 1708, wurde dem Herzog von Burgund der Oberbefehl über eine Armee in Flandern übertragen, die eng mit jener des Herzogs von Vendôme operieren sollte. Marschall Vendôme war bis zum 5. Juli überraschend schnell die Einnahme von Gent und Brügge gelungen. Die beiden französischen Armeen bedrohten dann die Provinz Brabant, die befestigte Stadt Oudenaarde, die 55 km von Brüssel entfernt im östlichen Flandern liegt, war das nächste Ziel ihrer Operationen. Der Herzog von Burgund wollte seine Armee am linken Ufer der Schelde bei Gavre durch Verschanzungen sichern und mit einem Armeekorps auf Menin vorstoßen. Vendôme bestand jedoch auf dem gemeinsamen Überqueren der Schelde, um den Gegner am anderen Ufer direkt anzugreifen. Am 11. Juli ging wegen mangelnder Koordination der beiden Feldherren die Schlacht bei Oudenaarde gegen die vereinigten Streitkräfte unter dem Herzog von Marlborough verloren. Die Franzosen gingen unter den Schutz der Mauern von Gent zurück, für die Sieger war aber der Einbruch nach Nordfrankreich offen. Zum Schutz der Festung Lille konnte Marschall Boufflers die Garnison bis zum 28. Juli gerade noch rechtzeitig auf 15.000 Mann verstärken. Die Armee des Herzogs von Burgund blieb an der Schelde beobachtend stehen, konnte den Verlust der Festung an die Kaiserlichen unter Prinz Eugen Anfang Dezember jedoch nicht verhindern.
Nach seiner Rückkehr wurde der Herzog, den Vendôme unmittelbar nach der Schlacht als Feigling beschimpft hatte, am Hof von Versailles allgemein gemieden. Ein militärisches Kommando bekam er nie wieder. Seine Frau Maria Adelaide von Savoyen sorgte dafür, dass Vendôme vom Hof verbannt wurde.

### Tod
Im Februar 1712 starb Louis an Masern (bzw. Scharlach, hier sind sich die Historiker nicht einig). Neben ihm fielen auch seine Frau und sein 1707 geborener Sohn Louis de Bretagne der Epidemie von 1712 zum Opfer. Für die französische Monarchie war sein früher Tod ein großer Verlust. Da sein Vater bereits im Vorjahr ebenfalls überraschend an den Pocken gestorben war, wurde Louis’ 1710 geborener Sohn, der spätere König Ludwig XV., zum neuen Dauphin und Thronfolger.

## Fortleben
Aufgrund der großen Hoffnungen, zu denen er zu berechtigen schien, einerseits, seines vorzeitigen Todes andererseits wurde Louis in der Folgezeit gelegentlich von Dichtung und Geschichtsschreibung verklärt, auch unter dem ungünstigen Eindruck, den die Regierung seines Sohnes, König Ludwigs XV., auf die Zeitgenossen machte. Voltaire etwa feierte ihn in seiner Henriade mit den Versen:
| «Quel est ce jeune prince en qui la majesté Sur son visage aimable éclate sans fierté ? D’un œil d’indifférence il regarde le trône : Ciel ! quelle nuit soudaine à mes yeux l’environne ! La mort autour de lui vole sans s’arrêter ; Il tombe aux pieds du trône, étant près d’y monter. Ô mon fils ! des Français vous voyez le plus juste ; Les cieux le formeront de votre sang auguste. Grand Dieu ! ne faites-vous que montrer aux humains Cette fleur passagère, ouvrage de vos mains ? Hélas ! que n’eût point fait cette âme vertueuse ! La France sous son règne eût été trop heureuse : Il eût entretenu l’abondance et la paix ; Mon fils, il eût compté ses jours par ses bienfaits ; Il eût aimé son peuple. Ô jours remplis d’alarmes Oh ! combien les Français vont répandre de larmes, Quand sous la même tombe ils verront réunis Et l’époux et la femme, et la mère et le fils !» | „Wer ist der junge Fürst, aus dessen Angesicht Die Majestät so hehr und ohne Stolz doch spricht? Ihn reizet nicht der Glanz des Throns, auf den er schauet… O Himmel! welche Nacht mich plötzlich jetzt umgrauet! Des Todes Fittich rauscht um ihn, er lässt nicht ab; Er stößt am Fuß des Throns sogar ihn in das Grab. – Mein Sohn, du schauest den Gerecht’sten der Franzosen, Der Himmel läßt ihn deinem hohen Stamm entsprossen. So wollt’st du, großer Gott, der Blume kurze Pracht Den Menschen zeigen nur, das Werk, das du gemacht? Was hätte dieser Edl’ einst ausgeführt für Thaten! Zu wohl ach! würde Frankreich durch ihn sein berathen. Gebracht den Frieden würd’ er haben und Gedeih’n; Sein ganzes Leben würd’ er nur dem Wohlthun weih’n; Sein Volk hätt’ er geliebt. O Tag der herben Schmerzen! O welche Trauer füllt dann der Franzosen Herzen, Wenn einstmals, in derselben Königsgruft vereint, Um Gatten man und Gattin, Sohn und Mutter weint!“ |

## Nachkommen

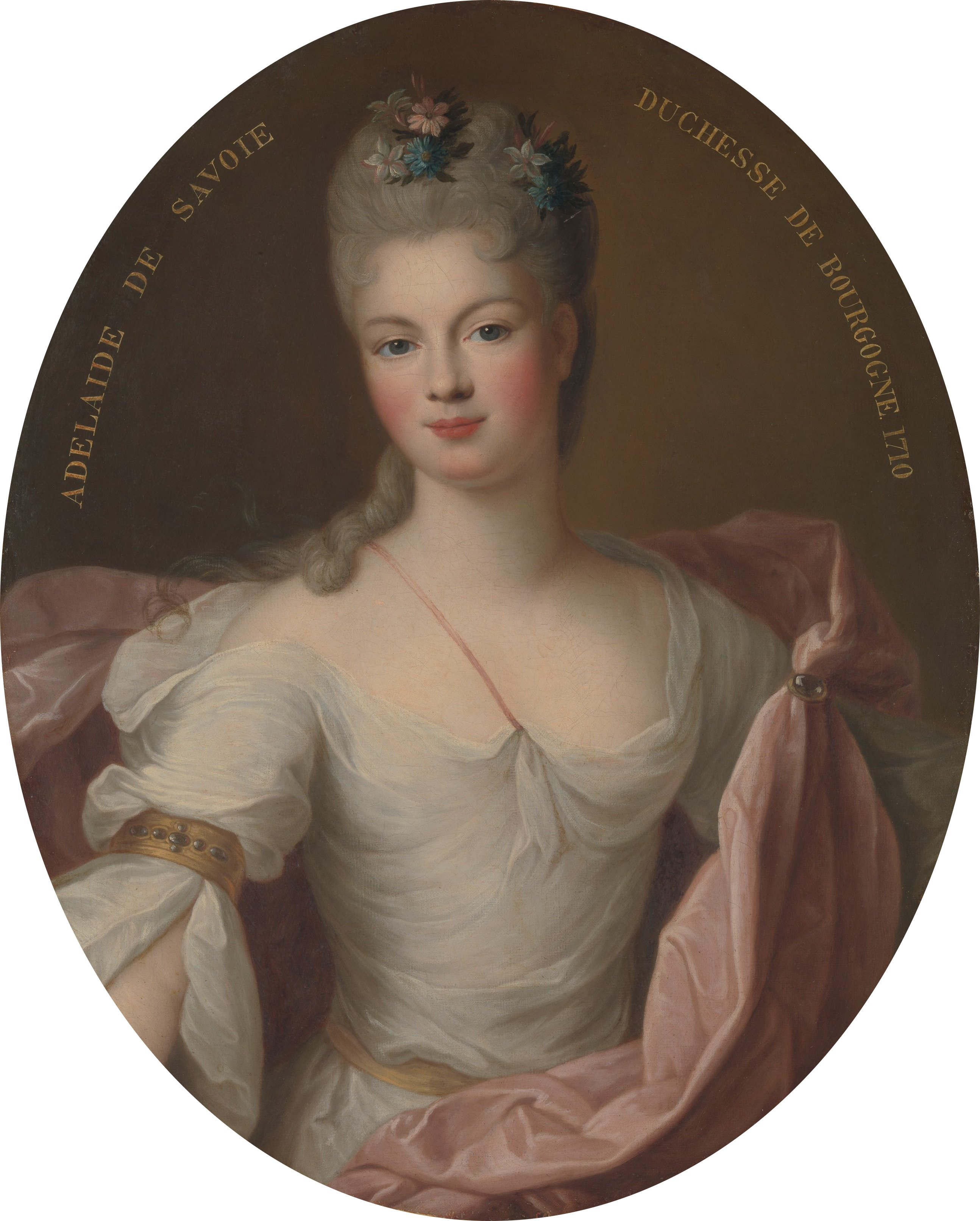
Maria Adelaide von Savoyen

Louis de Bourgogne heiratete 1697 Prinzessin Maria Adelaide von Savoyen, die jeweils zweifach (durch ihre Großväter Herzog Karl Emanuel II. von Savoyen und Philippe I. de Bourbon, duc d’Orléans) seine Cousine zweiten sowie (durch ihre Urgroßmütter Herzogin Christine von Savoyen und Königin Henrietta Maria von England) dritten Grades war. Aus dieser Verbindung gingen drei Söhne hervor:
1. Louis (* 25. Juni 1704; † 13. April 1705), Herzog der Bretagne
2. Louis (* 8. Januar 1707; † 8. März 1712), Herzog der Bretagne
3. Ludwig XV. (* 15. Februar 1710; † 10. Mai 1774), Herzog von Anjou und später König Ludwig XV. von Frankreich.

## Vorfahren
|  |                                                     |  |  |  |  |  |  |  |  |  |  |  |  |
|  | Ludwig XIII., König von Frankreich (1601–1643)      |  |  |  |  |  |  |  |  |  |  |  |  |
|  |                                                     |  |  |  |  |  |  |  |  |  |  |  |  |
|  |                                                     |  |  |  |  |  |  |  |  |  |  |  |  |
|  | Ludwig XIV. König von Frankreich (1638–1715)        |  |  |  |  |  |  |  |  |  |  |  |  |
|  |                                                     |  |  |  |  |  |  |  |  |  |  |  |  |
|  |                                                     |  |  |  |  |  |  |  |  |  |  |  |  |
|  | Anna von Österreich (1601–1666)                     |  |  |  |  |  |  |  |  |  |  |  |  |
|  |                                                     |  |  |  |  |  |  |  |  |  |  |  |  |
|  |                                                     |  |  |  |  |  |  |  |  |  |  |  |  |
|  | Louis de Bourbon Dauphin von Frankreich (1661–1711) |  |  |  |  |  |  |  |  |  |  |  |  |
|  |                                                     |  |  |  |  |  |  |  |  |  |  |  |  |
|  |                                                     |  |  |  |  |  |  |  |  |  |  |  |  |
|  | Philipp IV., König von Spanien (1605–1665)          |  |  |  |  |  |  |  |  |  |  |  |  |
|  |                                                     |  |  |  |  |  |  |  |  |  |  |  |  |
|  |                                                     |  |  |  |  |  |  |  |  |  |  |  |  |
|  | Maria Teresa von Spanien (1638–1683)                |  |  |  |  |  |  |  |  |  |  |  |  |
|  |                                                     |  |  |  |  |  |  |  |  |  |  |  |  |
|  |                                                     |  |  |  |  |  |  |  |  |  |  |  |  |
|  | Isabella (Élisabeth) von Bourbon (1602–1644)        |  |  |  |  |  |  |  |  |  |  |  |  |
|  |                                                     |  |  |  |  |  |  |  |  |  |  |  |  |
|  |                                                     |  |  |  |  |  |  |  |  |  |  |  |  |
|  | Louis de Bourbon (1682–1712)                        |  |  |  |  |  |  |  |  |  |  |  |  |
|  |                                                     |  |  |  |  |  |  |  |  |  |  |  |  |
|  |                                                     |  |  |  |  |  |  |  |  |  |  |  |  |
|  | Maximilian I., Kurfürst von Bayern (1573–1651)      |  |  |  |  |  |  |  |  |  |  |  |  |
|  |                                                     |  |  |  |  |  |  |  |  |  |  |  |  |
|  |                                                     |  |  |  |  |  |  |  |  |  |  |  |  |
|  | Ferdinand Maria Kurfürst von Bayern (1636–1679)     |  |  |  |  |  |  |  |  |  |  |  |  |
|  |                                                     |  |  |  |  |  |  |  |  |  |  |  |  |
|  |                                                     |  |  |  |  |  |  |  |  |  |  |  |  |
|  | Maria Anna von Österreich (1610–1665)               |  |  |  |  |  |  |  |  |  |  |  |  |
|  |                                                     |  |  |  |  |  |  |  |  |  |  |  |  |
|  |                                                     |  |  |  |  |  |  |  |  |  |  |  |  |
|  | Maria Anna Victoria von Bayern (1660–1690)          |  |  |  |  |  |  |  |  |  |  |  |  |
|  |                                                     |  |  |  |  |  |  |  |  |  |  |  |  |
|  |                                                     |  |  |  |  |  |  |  |  |  |  |  |  |
|  | Viktor Amadeus I., Herzog von Savoyen (1587–1637)   |  |  |  |  |  |  |  |  |  |  |  |  |
|  |                                                     |  |  |  |  |  |  |  |  |  |  |  |  |
|  |                                                     |  |  |  |  |  |  |  |  |  |  |  |  |
|  | Henriette Adelheid von Savoyen (1636–1676)          |  |  |  |  |  |  |  |  |  |  |  |  |
|  |                                                     |  |  |  |  |  |  |  |  |  |  |  |  |
|  |                                                     |  |  |  |  |  |  |  |  |  |  |  |  |
|  | Christina von Frankreich (1606–1663)                |  |  |  |  |  |  |  |  |  |  |  |  |
|  |                                                     |  |  |  |  |  |  |  |  |  |  |  |  |
|  |                                                     |  |  |  |  |  |  |  |  |  |  |  |  |